# Karl Rauch (Dichter)
Karl Rauch (* 29. März 1887 in Lambrecht; † 20. Februar 1945 in Halle an der Saale) war ein deutscher Heimatdichter.

## Leben
Rauch war von Beruf Tuchweber. Er war der Verfasser mehrerer Bühnenstücke, darunter „Der Raafacker“ (1913), das Streitigkeiten zwischen den Orten Lambrecht und Grevenhausen zum Thema hat. Es war eine Vorlage für das Sommertagsspiel, das später alljährlich aufgeführt wurde; zur Organisation desselben wurde der Verkehrsverein Lambrecht gebildet, der heute noch aktiv ist. Rauch schrieb ferner das „Pfingstfestspiel zum Wein- und Geißbockfest in Deidesheim“ (1927). Einige Elemente daraus gehören heute immer noch zum Programm der Geißbockversteigerung. Auch Text und Melodie eines Liedes zum Lindenberger Cyriakusfest stammen aus seiner Feder. Im Zweiten Weltkrieg wurde Rauch 1944 von der Wehrmacht eingezogen. Wie drei seiner Söhne und ein Schwiegersohn kehrte er aus dem Krieg nicht mehr heim: Nachdem er an der Ostfront schwer verwundet worden war, erlag er am 20. Februar 1945 in einem Lazarett in Halle an der Saale seinen Verletzungen.
Nach ihm wurde in seiner Heimatstadt die Karl-Rauch-Siedlung benannt.